# Select Sport
Select Sport — данська компанія, що виробляє спортивний інвентар. Один зі світових лідерів виробництва футбольних і гандбольних м'ячів. Заснована у 1947 році воротарем збірної Данії з футболу Айгілем Нільсеном. Компанія виробляє близько 3 мільйонів м'ячів на рік і експортує свою продукцію у більш ніж 50 країн.

## Історія компанії
- 1947 рік

Воротар збірної Данії з футболу Айгіль Нільсен заснував компанію.
- 1951 рік

Данська компанія представила перший у світі футбольний м’яч без шнурівки.
Select Sport став офіційним постачальником Данського футбольного союзу. Це співробітництво триває і досі, що робить цей контракт найдовшим у світі між спонсором і Федерацією футболу.
- 1952 рік

Літні Олімпійські ігри 1952. Офіційний м'яч футбольного турніру — м'яч Select без шнурівки.
- 1956 рік

Літні Олімпійські ігри 1956. Офіційний м'яч футбольного турніру — м'яч Select без шнурівки.
- 1962 рік

Select Sport представляє перший у світі 32-панельний футбольний м'яч. Заснований на конструкції геодезичного купола Річарда Бекмінстера Фуллера м'яч складався з 12 чорних п'ятикутників і 20 білих шестикутників. 32-панельна конструкція стала світовим стандартом протягом наступних десятиліть.
- 1965 рік

Розроблено перший м'яч з прогумованої шкіри.
- 1972 рік

Select Sport представляє перший у світі 32-панельний гандбольний м'яч.
- 1974 рік

Компанія представляє перший у світі зшитий вручну м’яч зі штучної, а не коров'ячої шкіри.
- 1991 рік

Німецький виробник спортивних товарів Derbystar Sportartikel GmbH став частиною компанії Select Sport.
- 1996 рік

Select Sport і ФІФА створюють універсальні стандарти для футбольних м'ячів.
- 2005 рік

З 2005 року компанія Select Sport стала офіційним постачальником м’ячів для ІГФ.
Чемпіонат світу з гандболу серед жінок 2005. Офіційний м'яч чемпіонату — Select.
- 2007 рік

Офіційний м'яч чемпіонатів світу з гандболу серед чоловіків і серед жінок — Select.
- 2008 рік

Літні Олімпійські ігри 2008. Офіційний м'яч гандбольних турнірів — Select.
- 2009 рік

Офіційний м'яч чемпіонатів світу з гандболу серед чоловіків і серед жінок — Select.
- 2011 рік

Офіційний м'яч чемпіонатів світу з гандболу серед чоловіків і серед жінок — Select.
- 2012 рік

Літні Олімпійські ігри 2012. Офіційний м'яч гандбольних турнірів — Select.
Представлено перший у світі «розумний» футбольний м'яч — Select iBall.
Починаючи з цього року м'ячі виробника є офіційними у Суперкубку України з футболу.
- 2016 рік

Компанія представила свій перший термосклеєний футбольний м'яч — Select Tempo.
Після двох років розробок представлено перший у сіті липкий гандбольний м'яч — Select Maxi Grip.
Починаючи з сезону 2016/17 данська компанія стала офіційним постачальником м'ячів для ЄГФ і всіх змагань під її егідою.
Чемпіонат Європи з гандболу серед жінок 2016. Офіційний м'яч — Select Ultimate зі спеціальним дизайном.
- 2017 рік

Представлено оновлений липкий гандбольний м'яч — Select Maxi Grip.
- 2018 рік

Офіційний м'яч чемпіонатів Європи з гандболу серед чоловіків і серед жінок — Select Ultimate зі спеціальним дизайном.
Select Maxi Grip отримав нагороду ISPO Продукт року у категорії «Командний і соціальний спорт».

## Продукція
Select Sport виробляє та продає різноманітні товари для кількох видів спорту. Наступна таблиця містить усі лінійки продуктів компанії.

## Спонсорство
Select Sport є офіційним постачальником і спонсором численних команд, гравців і асоціацій, у тому числі:

### Футбол

#### Асоціації
Select Sport є офіційним постачальником м'ячів для наступних футбольних ліг/асоціацій:
| - Ліга Жупіле - ALKA Суперліга - NordicBet Ліга - Збірна Данії з футболу - Вейккаусліга - Урвалсдейлд - Жіноча Серія А |  | - Елітесеріен - Топпсеріен - Аллсвенскан - Супереттан - Суперкубок України з футболу - United Soccer Leagues (USL, USL Division III, PDL, Super Y-League) |

#### Клубні команди
| - Брюгге - Льєрс - Серкль - Стандард - Вестерло - Локерен - Кортрейк - Зюлте-Варегем - Шарлеруа - Мускрон - Мехелен - Орхус Фремад |  | - Аварта - Скьолд - Гентофте-Вангеде - Брондбю - Сеннер'юск - Гельсінгер - Сількеборг - Копенгаген - Хобро - Мідтьюлланн - Оденсе - Раннерс |  | - Люнгбю - Орхус - Ольборг - Норшелланн - Будапешт Гонвед - Уйпешт - Генефосс - Мосс - Ліллестрем - Сарпсборг 08 (з 2015 року) - Тромсе (з 2016 року) - AKS ZŁY |  | - ІК Браге (з 2015 року) - ГАІС - Гетеборг - Мальме - Лінчепінг - Гаммарбю - Ньюбленсе - Пржибрам - Усті-над-Лабем - Сьйон |  | - Арсенал (Київ) |

### Гандбол

#### Асоціації
Select Sport є офіційним постачальником м'ячів для наступних гандбольних ліг/асоціацій:
| - Ligue Nationale de Handball - LNH Division 1 - Polish Superliga - Liga NLB - Елітесеріен - Гандбольна Бундесліга - Екстраліга |  | - Úrvalsdeild karla - Proligue LNH - Ліга АСОБАЛ - LFH - THSL - TKHSL |

#### Національні збірні
- Австрія

- Данія

- Ісландія

- Португалія

- Чехія

- Туреччина

- Литва

#### Клубні команди
| - Парі Сен-Жермен - Монпельє - Pick Szeged - Веспрем - Ференцварош (чол.) - Ференцварош (жін.) - Дьйор Ауді ЕТО - Віве Кельце - Вісла - Колдінг - GOG - ФіллінгенБерген - Дротт - Хаслум - Фленсбург-Хандевітт |